# 坎氏長吻鰩
坎氏長吻鰩（學名：Dipturus campbelli），為軟骨魚綱鰩目鰩科長吻鰩屬的一種，分布於西印度洋莫三比克中部外海與南非德班海域，深度137至403公尺，本魚有細長、銳三角形的鼻子和粗壯的尾巴，尾巴比身體短，中段略微腫脹，體盤角部圓潤，底部光滑，但邊緣和吻端有小齒，頸背和中背至第一背鰭有小刺，顏色為灰色至褐色，背部有許多小黑點，腹面有明顯的黑色孔隙，體長可達66公分，棲息在大陸棚及大陸坡上層海域，為底棲性魚類，肉食性，卵生，生活習性不明。